# 제21사단 (일본군)
제21사단(第21師団 다이 니쥬이치 시단[*])은 일본 제국 육군의 보병 사단이다. 중일전쟁이 시작됨에 따라 1938년 4월 4일에 제15, 17, 22, 23사단과 같이 창설되었다. 3개 연대로 편성된 삼각사단 편제로 편성되었다.

## 편성

### 상위부대
- 북지나 방면군; 1938년 ~ 1941년
- 남방군; 1941년 ~ 1943년
- 제38군; 1943년 ~ 1945년

### 하위부대
- 제21보병단
  - 보병 제62연대 (후쿠야마)
  - 보병 제82연대 (후쿠야마)
  - 보병 제83연대 (가나자와)
- 산포병 제51연대
- 공병 제21연대
- 치중병 제21연대
- 수색대
- 위생대
- 통신대
- 방역급수부
- 병기근무대
- 제1야전병원
- 제2야전병원
- 병마창